# Војиновића мост
Војиновића мост се налази у Вучитрну и представља најстарији сачувани камени мост у Србији. Потиче са краја XIV или почетка XV века, а, према народном предању, подигли су га браћа Војиновићи, које епска песма помиње као сестриће цара Душана (краљ 1331—1346, цар 1346—1355). Био је направљен преко реке Ситнице, на траси караванског пута који је повезивао Дубровник са Скопљем и тим делом Балкана. На мосту, и поред потребе за тим, нису обављани конзерваторски радови, а данас се налази под заштитом Републике Србије, као споменик културе од изузетног значаја. После завршетка НАТО агресије на СРЈ у јуну 1999. године и доласка КФОРа и УНМИКа на Косово и Метохију, мост и његови лукови се користе као својеврсне гараже за све врсте возила (од запрежних кола и трактора до аутомобила и аутобуса), али и за бацање и спаљивање смећа.

## Војиновића мост
Народно предање је подизање моста везало за браћу Војиновиће, којима се приписује и оближња Вучитрнска тврђава, док су стилске анализе сместиле доба подизања моста на крај XIV или почетак XV века. Сами Војиновићи, као властела, су постојали у првој половини XIV, док их епска поезија наводи као сестриће цара Душана. Сам Вучитрн није припадао њиховој области (која је сезала до оближњег Звечана), ни у доба њихове највеће снаге под Војиславом Војиновићем (око 1355-1363) и Николом Алтомановићем (1366-1373), али се у Вучитрну, почетком XV века, помиње двор Бранковића, који су били у родбинским везама са Војиновићима (сестра Бранка Младеновића (оца Вука Бранковића) Ратослава је била удата за Алтомана Војиновића (оца Николе Алтомановића).
Сам мост је подигнут да би премостио Ситницу, на траси караванског пута који је повезивао Дубровник са Скопљем, а направљен је од, наизменично ређаног, правилно тесаног, камења црвене и сиве боје. Дугачак је преко 135 метара са девет лукова, док је ширина његовог коловоза готово 5 метара. Сами лукови су асиметрични, а највећи од њих има ширину од готово 13 метара. Ток Ситнице се временом мењао, тако да је првобитно подигнуто 5 лукова оштрих врхова, да би им касније било дозидано још 4 лука, полукружног облика. Река је, у наредним вековима, наставила да мења свој ток и ствара наносе око моста, тако да данас испод њега више не тече река Ситница, а услед речних наноса му је смањена и укупна дужина.